# Roger Fritz
Pour les articles homonymes, voir Fritz.
Roger Fritz est un réalisateur et acteur allemand, né le 22 septembre 1936 à Mannheim et mort le 26 novembre 2021 à Munich.

## Filmographie

### Réalisateur
- 1967 : Mädchen, Mädchen
- 1968 : Erotik auf der Schulbank
- 1969 : Häschen in der Grube
- 1970 : Mädchen mit Gewalt
- 1981 : Frankfurt Kaiserstraße

### Acteur
- 1960 : Fabrique d'officiers SS, de Frank Wisbar
- 1969 : Perversion, d'Alberto de Martino
- 1977 : Croix de fer, de Sam Peckinpah
- 1978 : Despair, de Rainer Werner Fassbinder
- 1980 : Berlin Alexanderplatz, de Rainer Werner Fassbinder
- 1981 : Lili Marleen, de Rainer Werner Fassbinder
- 1982 : Querelle, de Rainer Werner Fassbinder